# Olekszandr Volodimirovics Horbacsuk
Olekszandr Volodimirovics Horbacsuk (ukránul: Олександр Володимирович Горбачук) (Harkiv, 1972. október 11. –) Európa-bajnok ukrán párbajtőrvívó.